# Любович-Великий
Любович-Великий (пол. Lubowicz Wielki) — село в Польщі, у гміні Клюково Високомазовецького повіту Підляського воєводства.
Населення — 179 осіб (2011).
У 1975-1998 роках село належало до Ломжинського воєводства.

## Демографія
Демографічна структура станом на 31 березня 2011 року:
|          | Загалом | Допрацездатний вік | Працездатний вік | Постпрацездатний вік |
| -------- | ------- | ------------------ | ---------------- | -------------------- |
| Чоловіки | 91      | 18                 | 61               | 12                   |
| Жінки    | 88      | 21                 | 50               | 17                   |
| Разом    | 179     | 39                 | 111              | 29                   |